# Patrick de Oliveira Vieira
Patrick de Oliveira Vieira, conosciuto come Patrick (Machado, 22 gennaio 1991), è un calciatore brasiliano, difensore del Betim Futebol.